# Dr. Dre
Andre Romell Young (Compton, 18 de fevereiro de 1965), mais conhecido pelo seu nome artístico Dr. Dre, é um rapper, produtor musical, empresário e ator americano. Surgiu na cena musical no fim da década de 1980. É um dos mais conhecidos entre os produtores de rap da atualidade. É considerado pela revista Rolling Stone como o 56º maior artista de todos os tempos, estando na frente de rappers como Eminem, Tupac Shakur e Jay-Z.

## História
Começou sua carreira na música como DJ em um clube de Los Angeles chamado Eve After Dark. Também tocavam neste mesmo clube os DJ's Yella e Unknown. O responsável por esse clube, conhecido como Lonzo, contratou Dr. Dre e Yella, juntamente com Cli-N-Tel (um amigo do colégio de Andre) para formar o grupo World Class Wreckin' Cru. A produção acontecia nos fundos do clube, onde havia um mini-estúdio de 4 canais onde foram gravadas as primeiras músicas do grupo. Eles entraram no top 40 R&B de sucessos com o single Turn Down Of The What.
Logo, o World Class Wreckin Cru deixou de ser uma prioridade para Dr. Dre e Yella quando eles formaram, afiliado ao selo de gravadora Ruthless Records fundado por Eazy E com dinheiro obtido pela venda de drogas, o grupo N.W.A (abreviação de Niggaz With Attitudes que significa Negros Com Atitude cujos membros eram Dr. Dre, DJ Yella, MC Ren, Ice Cube e o próprio Eazy E). Suas músicas viraram hinos das ruas (embora grupo não tenha tido apoio da mídia nem da MTV) e seus membros viraram os mais notórios representantes do que viria a ser batizado de gangsta rap, um estilo de hip-hop com letras violentas e hedonismo. Seus protagonistas justificavam o estilo chocante das músicas dizendo que eles apenas estavam "contando como a coisa é na realidade". O Grupo N.W.A lançou 3 álbuns (nessa ordem): N.W.A. and the Posse, Straight Outta Compton e Niggaz4Life, todos produzidos por Dr. Dre e DJ Yella. Durante seu tempo na Ruthless, Dr. Dre também produziu o álbum do grupo "Above The Law" e do rapper The D.O.C.
Dentro do N.W.A. houve desentendimentos entre os membros. Ice Cube havia deixado o grupo após o segundo álbum e o Dr. Dre após o 3o em 1991 — foi o fim do N.W.A.
Após isso, Dr. Dre fundou, juntamente com Marion Suge Knight, ou Suge Knight, o selo de gravadora Death Row Records e o primeiro CD lançado por ela foi do próprio Dre, chamado The Chronic. Os singles desse CD foram "Fuck Wit Dre Day", "Let Me Ride", "Nuttin' But A ‘G’ Thang" (esse, em destaque, já foi eleito o melhor single da década de 90 e é considerado o melhor single de rap de todos os tempos) e "Lil’ Ghetto Boy". Depois, Dr. Dre também produziu o álbum de Snoop Dogg chamado Doggystyle, mixou o álbum do Tha Dogg Pound e contribuiu com algumas faixas para outros artistas, inclusive o viciante single de Tupac chamado California Love (junto de Roger Troutman). A MTV nomeou The Chronic um dos mais icônicos álbuns de hip hop de todos os tempos.
Anos depois, começou a haver desentendimentos entre os dois fundadores. Dr. Dre achava que estava ganhando pouco por ser o produtor criador dos grandes sucessos que impulsionavam as vendas de discos e, descontente com a maneira como Suge Knight controlava a Death Row, ele sai de lá declarando que "o gangsta rap estava morto". Por esse motivo e outros, como Tupac, um dois mais conhecidos artistas, havia morrido e Suge vai para prisão, a Death Row decai. Pouco tempo depois, Dre funda a Aftermath Entertainment existente até hoje e lança Dr. Dre Presents the Aftermath, uma compilação que fez sucesso com a faixa "Been There, Done That". De lá vieram grandes nomes do Hip Hop americano como Eminem e 50 Cent.
Pela Aftermath Entertainment foi lançada a seqüência do The Chronic chamada 2001 (ou Chronic 2001 como é chamado pelos fãs). Hoje, Dr. Dre, conhecido como um dos melhores "criadores de sucessos" do mundo da música, e considerado o melhor produtor de rap, está prestes a lançar seu próximo CD, o terceiro e possivelmente último, chamado Detox, que contará com a presença dos rappers Eminem e 50 Cent, entre outros.
Atualmente, Dre liderou uma lista de rappers mais bem pagos da história , após vender sua empresa de fones da ouvido, a Beats Eletronics à Apple e se unir a mesma, desbancando assim, grandes nomes do Rap também na indústria como Sean Combs e Jay Z.
No dia 5 de janeiro de 2021, Dre sofreu um aneurisma cerebral e teve que ser levado às pressas ao hospital. Ele está estável e lúcido, mas os médicos não sabem o que causou o sangramento e realizam uma série de exames.
Em 13 de fevereiro de 2022, foi uma das atrações principais do show do intervalo do Super Bowl LVI, realizado no SoFi Stadium em Los Angeles, juntamente com Snoop Dogg, Eminem, Mary J. Blige, Kendrick Lamar, 50 Cent e Anderson .Paak.

## Controvérsias
Dre esteve envolvido em múltiplos casos de violência contra mulheres.

## Discografia
| Álbuns de estúdio | Ano  | Posição na Billboard 200 | Certificação      |
| ----------------- | ---- | ------------------------ | ----------------- |
| The Chronic       | 1992 | 3                        | RIAA – 3× Platina |
| 2001              | 1999 | 2                        | RIAA – 6× Platina |
| Compton           | 2015 | 2                        | RIAA – Ouro       |

## Filmografia
| Ano  | Título                 | Personagem | Notas |
| ---- | ---------------------- | ---------- | ----- |
| 1996 | Set It Off             | Black Sam  | —     |
| 2000 | Up In Smoke Tour       | Dr. Dre    | —     |
| 2001 | Training Day           | Paul       | —     |
| 2001 | The Wash               | Sean       | —     |
| 2015 | Straight Outta Compton | Produtor   |       |